# Victoria arrolladora
Una victoria arrolladora (también calificada con otros adjetivos, como abrumadora o aplastante) es un resultado electoral en que el partido o el candidato más votado obtiene un amplio margen. A menudo es la traducción del inglés landslide victory, que denota de forma más literal una victoria «por avalancha».
Algunos de los ejemplos históricos de victoria arrolladora, como el triunfo de Dwight D. Eisenhower en las elecciones presidenciales de 1952 y 1956 se explican, dentro de la psicología política, por cambios en la lealtad partidista y la identificación del partido.
En Dinamarca, las elecciones de 1973 fueron apodadas "elección de deslizamiento" debido al trastorno en el modelo político partidista. En total, el 44% de todos los votantes cambiaron de partido y cinco nuevos partidos estuvieron representados a expensas de los partidos establecidos. En Estados Unidos, se han calificado de arrolladoras las victorias electorales de, entre otros, Franklin D. Roosevelt, Lyndon B. Johnson, Richard Nixon y Ronald Reagan en los Estados Unidos respectivamente en 1936, 1964, 1972 y 1984, Fianna Fáil en Irlanda en 1938 y 1977, de la CDU/CSU en Alemania en 1957, las del PSOE y el PP en España en 1982 y 2011 sucesivamente, la de los Tories y los Laboristas en Gran Bretaña respectivamente en 1983 y 1997, la de Jacques Chirac en Francia en 2002, Lee Myung-bak en Corea del Sur en 2007 la del Fidesz en Hungría en 2010 y la de Claudia Sheinbaum en 2024.